# 北安普敦战争纪念碑
北安普敦战争纪念碑（英語：Northampton War Memorial），正式名镇和县战争纪念碑（Town and County War Memorial），是英格兰中部北安普敦郡郡治北安普顿中心伍德山上的第一次世界大战纪念建筑。纪念碑由建筑师埃德温·鲁琴斯爵士设计，中间是世界大战纪念石，两侧是相同的方尖碑，上面披着彩绘石制旗帜。纪念碑立于小花园内，过去曾是诸圣教堂墓地。
一战结束后不久，北安普敦就考虑新增战争纪念建筑，并于1919年7月在镇中心的阿宾顿街立起木制临时衣冠冢。北安普敦郡战争纪念委员会聘请鲁琴斯设计更耐久的纪念建筑。设计方案很快完成并获批，但因选址位于教堂墓地延迟六年才开建。1926年11月11日，纪念碑在当地学童和公民领袖的游行和礼拜仪式后揭幕。
北安普敦战争纪念碑是英格兰结构较为复杂的城镇纪念碑，包含鲁琴斯战争纪念建筑的三种代表特征：纪念石、方尖碑，以及方尖碑上的彩绘旗帜。纪念碑原本是II*级登录建筑，后于2015年升级成I级登录建筑，同时鲁琴斯的所有战争纪念建筑成为“国家收藏”并列入国家遗产保护或重新分级。

## 背景
第一次世界大战导致的人员伤亡前所未有，北安普敦郡绝大多数城镇和村庄都有人为国捐躯，仅有北部的东卡尔顿（East Carlton）和南部的伍登德（Woodend）例外，这两个村庄与其他一战期间无人阵亡的英国村庄一起得名“感恩村庄”。战争结束后，英国各地涌现成千上万的纪念建筑。
这些战争纪念建筑的设计者以建筑师埃德温·鲁琴斯爵士最富盛名，英格兰历史建筑暨遗迹委员会（Historic England）称赞他是“所在世代具有领导地位的英国建筑师”。一战爆发前，鲁琴斯就通过给有钱人设计乡村别墅成名，战后他投入大部分时间设计战争伤亡人士纪念建筑，是帝国战争墓地委员会（Imperial War Graves Commission，后更名英联邦国殇纪念坟场管理委员会）的三名主要建筑师之一，为英国各地城镇和村庄设计大量战争纪念物，甚至其他英联邦国家和地区也有他的作品。伦敦白厅第一次世界大战阵亡将士纪念碑是鲁琴斯最有名的作品，也是英国休战纪念星期日活动焦点。鲁琴斯的其他作品包括：世界上最大的英国战争纪念建筑蒂耶普瓦勒纪念碑；英联邦国殇纪念坟场管理委员会所有大型墓地的世界大战纪念石，北安普敦战争纪念碑等多个鲁琴斯的公民纪念建筑有同样设计。

## 委聘

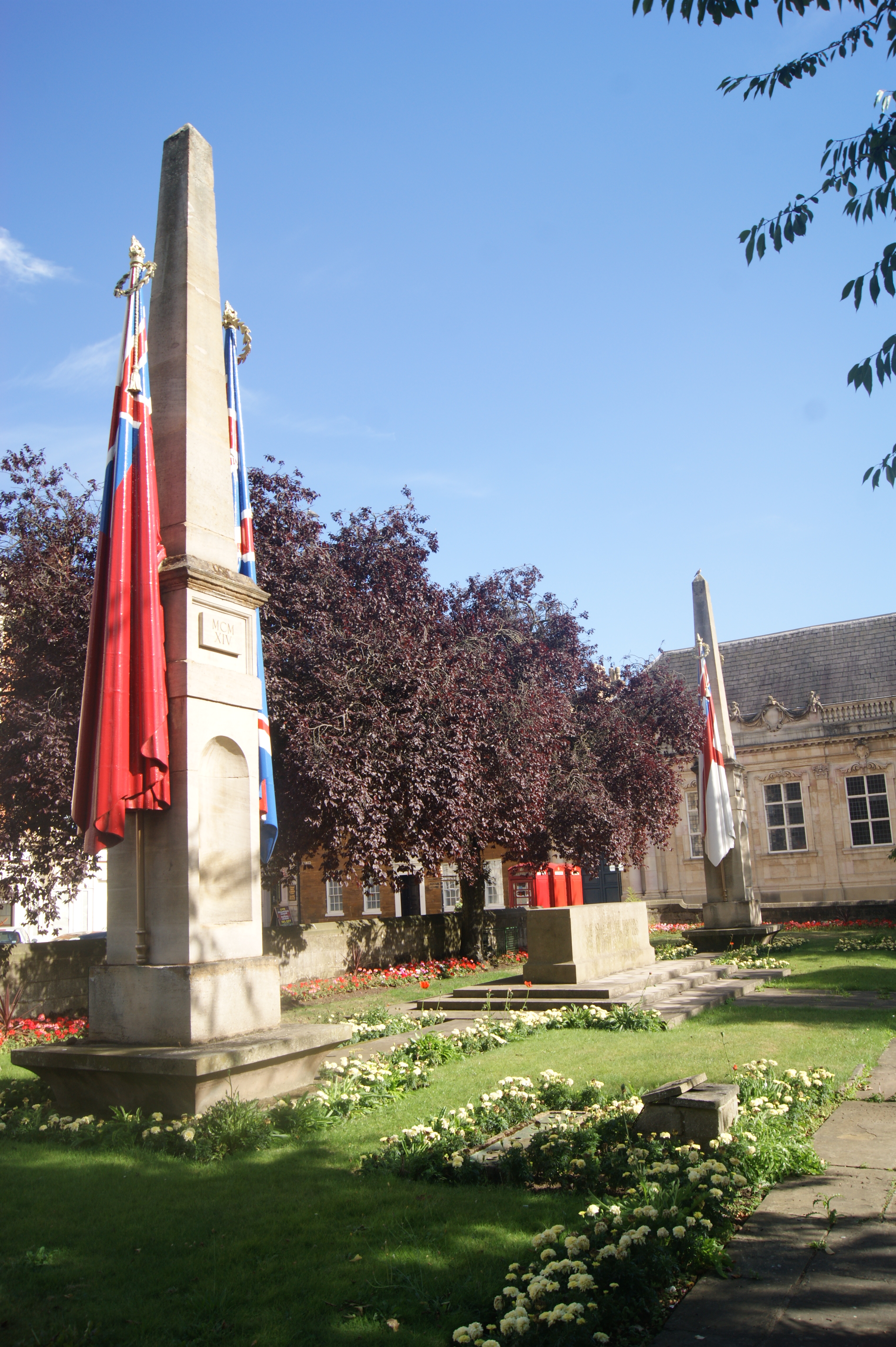
纪念碑西侧，可以看到三至四面旗帜

1919年7月，北安普敦阿宾顿街立起木头和石膏制成的临时衣冠冢，是当地最早的战争纪念建筑，此后临时纪念碑便是纪念活动的焦点，直至由更耐久的纪念建筑取代。与其他许多城镇一样，北安鲁敦也曾考虑除纯粹纪念外，战争纪念碑是否还要具备其他实用或经济功能。人们提出的建筑方案包括装修民用建筑、新建能容纳两千人的音乐厅，在公路上竖起古典风格拱门等。当地组建北安普敦郡战争纪念委员会，地主第五代利尔福德男爵约翰·波伊斯（John Powys, 5th Baron Lilford）任主席。委员会最终决定在诸圣教堂墓地竖立纯粹的纪念建筑，委聘鲁琴斯负责设计。纪念碑预算源自公众捐款，其中利尔福德勋爵捐出50英镑。
鲁琴斯于1920年完成设计，同年11月获批，但立碑点位于墓地，需要迁几座坟才能容纳。委员会只能向圣公会彼得伯勒教区的教员求助，立碑时间因此延迟。1922年，诸圣教堂牧师杰弗里·沃登（Geoffrey Warden）提交申请，教堂两名理事和两名教友支持。建筑师完成设计六年后，纪念碑才于1926年开建。1926年7月，《北安普敦独立报》（Northampton Independent）报导称方尖碑已经刻好，只等旗帜绘好后一起竖立。

## 设计
考虑到北安普敦属于小镇而非城市，其战争纪念碑的构造可谓相当复杂。纪念碑中间是世界大战纪念石，两侧是相同的方尖碑，每个披有两面彩绘石制旗帜。三种元素都是鲁琴斯战争纪念建筑的代表特征，所以这座纪念碑在他的作品中地位特别重要。
方尖碑由矩形石柱承接，都有华丽的装饰，石柱下是更宽的方形柱基。方尖碑上有狭窄的十字架，石柱上是模制的北安普敦盾徽，靠近柱基的石柱下端有很深的装饰壁龛，在方尖碑下方呈现拱形。鲁琴斯设计的许多战争纪念建筑都有方尖碑，但只有北安普敦战争纪念碑和曼彻斯特纪念碑是在中间的纪念石或衣冠冢（曼彻斯特纪念碑）两边各立一个。历史学家理查德·巴恩斯（Richard Barnes）认为，这两座纪念碑堪称鲁琴斯的杰作，方尖碑体现出“充满尊严而又简洁的戏剧效果”。方尖碑上刻有第一和第二次世界大战起止年份的罗马数字，其中与第二次世界大战相关的文字是后来添加。
方尖碑上各有两面围绕壁带悬垂、并有金色花环覆盖的石制旗帜，上面彩绘成英国国旗、英国皇家海军白船旗、代表商船的红船旗，以及皇家空军旗帜。鲁琴斯最早是在设计第一次世界大战阵亡将士纪念碑时提议使用石制旗帜，但委托方没有同意，选择采用布旗（不过，他后来设计的罗奇代尔纪念碑和莱斯特的纪念拱门均采用石旗）。中间的纪念石采用单块磐石雕刻而成，长3.7米，形状略有弯曲但肉眼不易识别，除铭文外没有任何装饰。与其他大部分纪念石不同，北安普敦这块两面都有铭文，其中东面是鲁琴斯所有纪念石上都有的文字：“他们的大名/千古流传”（THEIR NAME LIVETH / FOR EVERMORE），鲁德亚德·吉卜林称这句话取自传道书；西侧铭文是“正义之魂/在神手中”（THE SOULS OF THE RIGHTEOUS / ARE IN THE HANDS OF GOD），引自所罗门智训。
整个纪念碑位于石质平台上方，在纪念石和方尖碑之间形成狭窄通道，纪念石下有三级台阶。纪念碑位于小花园内，与诸圣教堂墓地相邻，前面是矮石墙，后面是紫杉树篱，两边都有观赏通道。大门是铸铁打造，由带有尖顶的大型石墩支撑。墙上刻有文字：“纪念本镇和本县所有在大战中捐躯的烈士”（TO THE MEMORY OF ALL THOSE OF THIS TOWN AND COUNTY WHO SERVED AND DIED IN THE GREAT WAR）。

## 历史

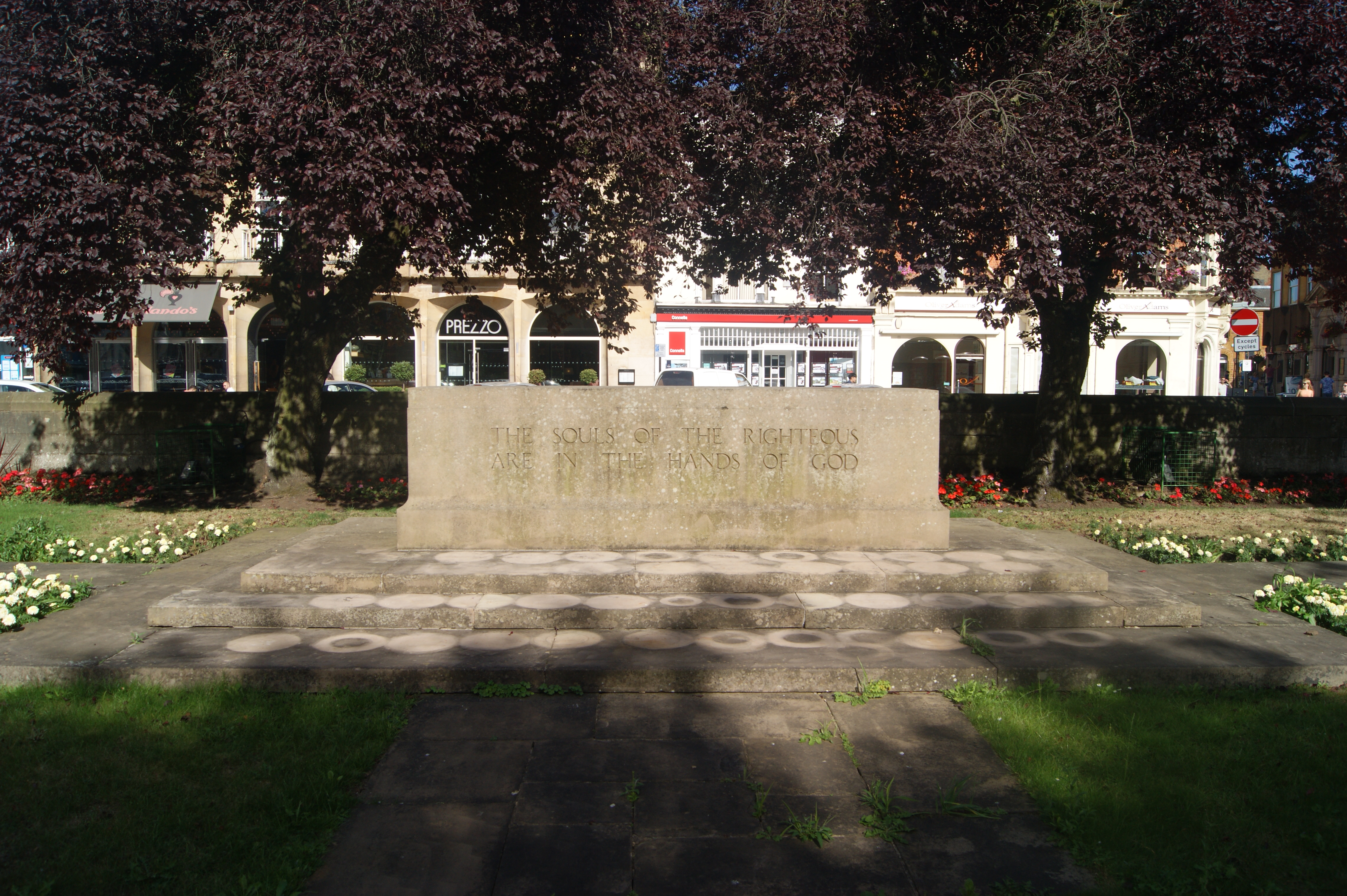
纪念碑中央的纪念石，鲁琴斯最初是为英联邦国殇纪念坟场管理委员会的墓地设计出这种纪念石，但在他后来设计的许多战争纪念建筑中采用

1926年11月11日，纪念碑在北安普敦各基督教派共同举办的礼拜仪式上揭幕，当地约五千名学子参加。由于人数众多，教堂无法容纳，所以仪式是在集市广场举行。仪式最后，人群前往新建成的纪念碑，一战老兵引领游行队伍，其他军人代表、北安普敦总医院的护士及镇上公民领袖加入其中。抵达广场后，第一代霍恩男爵亨利·霍恩（Henry Horne, 1st Baron Horne）将军为纪念碑揭幕，莱斯特副主教诺曼·朗（Norman Lang）祝福。霍恩请北安普敦市长和北安普敦郡议会悉心照料纪念碑，并在演讲中谈到北安普敦作为郡治应该发挥的重要作用。在他看来，北安普敦郡各地另行竖立纪念碑的打算完全合理，通过这些美观动人的纪念建筑表彰北安普敦郡男儿英勇、敬业和勇于牺牲的精神，可谓再合适不过。1927年7月7日，威尔士亲王在仪式上向纪念碑敬献花圈。
镇和县战争纪念碑上不包含阵亡将士名单，皇家英国退伍军人协会当地分会呼吁在北安普敦镇竖立纪念建筑，并附上烈士名单。阿宾顿广场原临时衣冠冢所在地建起纪念花园，1937年经约翰·布朗爵士（Sir John Brown）少将揭幕，花园墙上刻有往生者名册。北安普敦职业橄榄球运动员埃德加·莫布斯（Edgar Mobbs）于1917年死于一战，他的纪念碑后来迁入花园。
1976年1月22日，北安普敦战争纪念碑入选II*级登录建筑。2015年11月，为纪念第一次世界大战100周年，鲁琴斯所有的战争纪念建筑均入选“国家收藏”，并且英格兰境内的44个独立纪念碑全部入选登录建筑，已经入选的重新评级，其中北安普敦战争纪念碑升为I级。

## 脚注
1. ↑  Sawford 2015，第134頁.
2. 1 2 3 4 5 6 7 8 9 10 11  NHLE.
3. ↑  Boorman 1988，第121頁.
4. ↑  Ridley 2003，第278–279頁.
5. 1 2  Corke 2005，第57頁.
6. 1 2  Boorman 1988，第122頁.
7. ↑  Sawford 2015，第131–133頁.
8. 1 2  Skelton 2015.
9. ↑  Skelton & Gliddon 2008，第73頁.
10. ↑  Skelton & Gliddon 2008，第75頁.
11. ↑  Skelton & Gliddon 2008，第73–74頁.
12. ↑  Borg 1991，第96頁.
13. ↑  Barnes 2004，第117–118頁.
14. ↑  Skelton & Gliddon 2008，第33, 73頁.
15. ↑  Skelton & Gliddon 2008，第46頁.
16. ↑  Ridley 2003，第311頁.
17. ↑  Skelton & Gliddon 2008，第174頁.
18. ↑  Skelton & Gliddon 2008，第24頁.
19. ↑  Ridley 2003，第278頁.
20. ↑  Pevsner & Cherry 1974，第319頁.
21. 1 2 3  Boorman 2005，第166–167頁.
22. ↑  Boorman 1988，第123頁.
23. ↑  Sawford 2015，第136頁.
24. ↑  National Collection of Lutyens' War Memorials Listed.